# 추크 오버빌역
추크 오버빌역(독일어: Bahnhof Zug Oberwil)은 스위스 추크주에 있는 추크 지자체에 있는 기차역이다. 스위스 연방 철도의 표준궤 탈빌-아트-골다우선의 중간 정류장이다.

## 운행편
2020년 12월 시간표 변경에 따라 추크 오버빌에서 다음 서비스가 정차한다.
- 추크 슈타트반 S2 : 바르 린덴파크와 에르스트펠트 사이를 매시간 운행한다.